# Park podworski Wodzickich w Porębie Wielkiej
Park podworski Wodzickich – zabytkowy zespół parkowy o powierzchni ok. 19 ha w Porębie Wielkiej, administrowany przez Gorczański Park Narodowy (GPN).

## Położenie
Park znajduje się w Porębie Wielkiej na południowych stokach i u podnóży góry Chabówka (północne podnóża Gorców), przy granicy z wsią Niedźwiedź oraz przy wojewódzkiej drodze z Mszany Dolnej do Koninek. Stanowi enklawę Gorczańskiego Parku Narodowego, odległą o ok. 5 km od głównego kompleksu Parku. Przy północno-wschodniej granicy parku znajduje się budynek Dyrekcji GPN.

## Historia
Park powstał w XVI wieku. Był w zarządzaniu przez kolejnych właścicieli dóbr porębiańskich: Pieniążków, Lubomirskich, od 30. XVIII wieku Sanguszków i od 1761 roku Wodzickich. Zasadnicze założenia parku o charakterze krajobrazowym powstały w XX wieku dzięki ostatniemu właścicielowi, hrabiemu Ludwikowi Wodzickiemu. On też w 1934 roku wyraził zgodę na uznanie parku za pomnik przyrody i wpisanie go do rejestru zabytków Ministerstwa Kultury i Sztuki. Do hrabiny do dworu z listami o wsparcie finansowe pisywał mieszkający w Porębie Władysław Orkan.
Stosunki samego hrabiego ze wsią były dobre. Wodzicki, którego żona była Węgierką, zmuszony pod koniec wojny do opuszczenia Poręby, został przez górali przeprowadzony przez „zieloną granicę”, skąd dalej podążył na Węgry.
W latach II wojny światowej zespół dworski wraz z parkiem pozostawały w dyspozycji Friedricha Krugera, dowódcy SS w Generalnym Gubernatorstwie. W 1945 roku zabudowania dworskie zostały spalone. Nie wiadomo dokładnie, czy dokonali tego wycofujący się Niemcy, którzy we dworze podczas wojny mieli swoją siedzibę, czy partyzanci polscy.
W 1967 r. Prezydium Wojewódzkiej Rady Narodowej w Krakowie, Wydział Rolnictwa i Leśnictwa, decyzją z dnia 28.12.1967 roku uznał za pomnik przyrody drzewostan parku. Od 1983 roku park jest w zarządzie Gorczańskiego Parku Narodowego. Wpis o jego ochronie ponowiono w 1992 r. decyzją Wojewódzkiego Konserwatora Przyrody Nr 457/92 z dnia 23.03.1992 r.

## Charakterystyka przyrodnicza
Park, położony na dwóch poziomach, rozgraniczony jest skarpą biegnącą wzdłuż głównej alei prowadzącej od strony bramy z Niedźwiedzia. Przy jego projektowaniu wykorzystano naturalny drzewostan. Obecnie pozostały ślady alei kasztanowców, lip oraz dwie polany widokowe. Ogółem rośnie tu ponad 1000 drzew, w tym głównie liściastych, z czego 14 uznano za pomniki przyrody. Najstarsze okazy liczą 300–400 lat. W parku dolnym rosną głównie wiązy i jesiony, w górnym lipy. Od południa i wschodu park otacza kamienny mur z XIX wieku.

## Obiekty architektoniczne
W granicach parku znajduje się kilka obiektów architektonicznych:
oficyna dworskaNa zniszczonej podczas wojny kamiennej podmurówce w 1946 roku wzniesiono nowy budynek. Przez długi czas znajdowały się w nim mieszkania służbowe, od 1983 r. również pracowników Gorczańskiego Parku Narodowego. Po kompletnej renowacji w latach 2016–2019 utworzono w nim Ośrodek Edukacyjny Gorczańskiego Parku Narodowego.
fragmenty spalonego modrzewiowego dworku Wodzickich
lamus-wozowniaJedynie wozownia ocalała po pożarze. Drewniana, o konstrukcji zrębowej, dach kryty gontem. W wieżyczce-sygnaturce dawniej znajdował się dzwon. Wozownia stanęła w miejscu poprzedniego budynku, o którym wzmianki zachowały się w dokumentach dworskich. Do bocznej ściany lamusa przylega tzw. lodownia, kamienna piwniczka pełniąca rolę spiżarni dworskiej.

## Wiązy
Do największych atrakcji przyrodniczych parku należą wiązy:
Wiąz ŁokietkaJest to najgrubszy wiąz w Polsce. W pomiarach z 1967 roku odnotowano 33 m wysokości i 665 cm w obwodzie pnia. Nieznane jest pochodzenie jego nazwy. Przed dalszym rozpadem zabezpieczają go metalowe daszki i wsporniki.
Wiąz chłostyDrugi co do wielkości wiąz w Polsce. Stoi w pobliżu zachodniej bramy wyjściowej, od strony Koninek. Zachowany fragment pnia (drzewo złamały burze: pierwsza w latach osiemdziesiątych i następna w 1992) ma obwód 600 cm. Pod tym drzewem kiedyś wymierzano karę chłosty chłopom uchylającym się od odrabiania pańszczyzny we dworze, stąd jego nazwa.
Wiąz w bramiePrzy zachodniej bramie parku znajduje się pień ściętego z początkiem lat 80. tzw. wiązu w bramie. Wbudowany był w samą bramę wjazdową, co było nietypowym usytuowaniem.

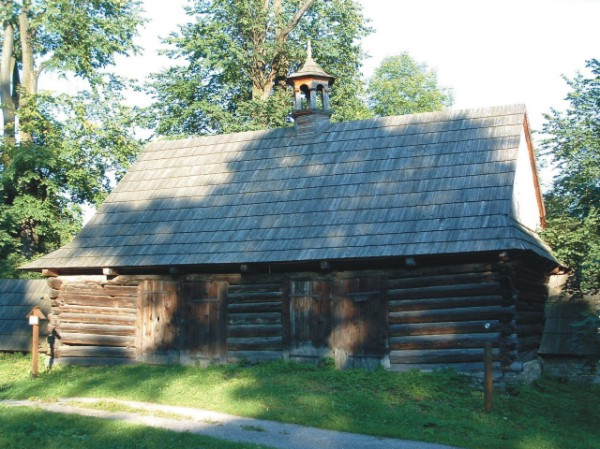
Wozownia
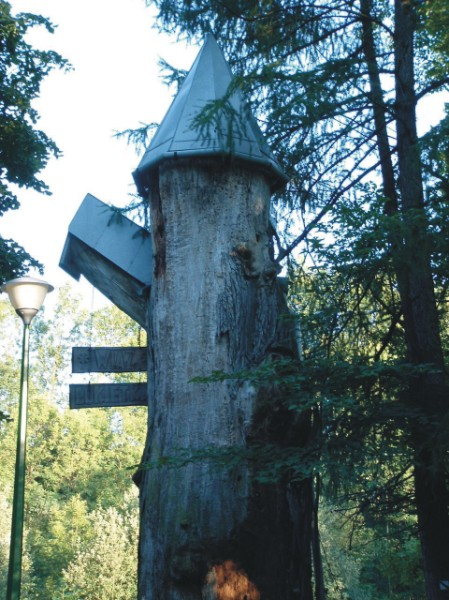
Wiąz Łokietka
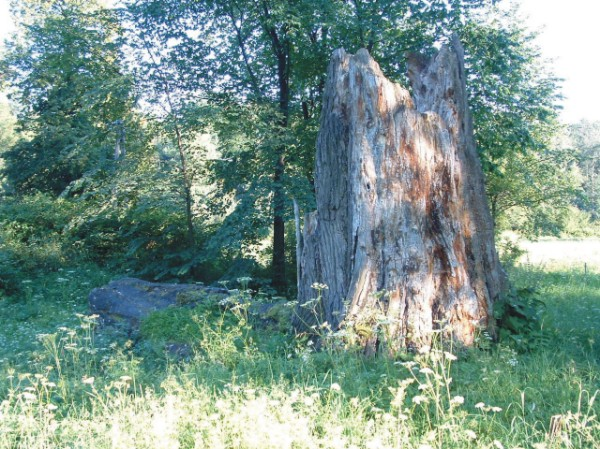
Wiąz chłosty
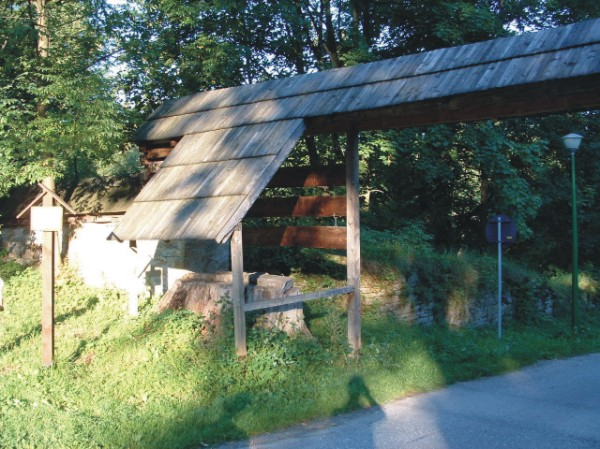
Tzw. wiąz w bramie